# 姚昺
姚昺（1443年—？），字懋明，直隸吳縣人，南京錦衣衛匠籍，明朝政治人物。進士出身。

## 生平
早年出身國子生，后中举應天府鄉試第一百二名。成化十一年（1475年）乙未科會試第七十四名，殿試登進士第二甲第七十六名。

## 家族
曾祖父姚繼之。祖父姚中。父亲姚侃。